# Sumber Baru (Singojuruh)
Sumber Baru is een bestuurslaag in het regentschap Banyuwangi van de provincie Oost-Java, Indonesië. Sumber Baru telt 3742 inwoners (volkstelling 2010).